# 山口信彦
山口 信彦（やまぐち のぶひこ）は、日本の地方公務員。大阪府副知事。

## 人物・経歴
1983年に立命館大学経済学部を卒業後、大阪府庁入職。市町村課長などを経て、橋下徹知事のもとで大都市制度室長として大阪都構想の企画立案に参画し、2013年に府市大都市局が設立されると、局長に就任した。2015年に大阪都構想の住民投票での否決・廃案ののち府市大都市局が廃止されると、都市整備部理事に異動となった。同年から政策企画部長として、副首都構想等にあたった。
2019年12月、新井純の後任として同副知事就任。